# Diva (banda)
Diva foi uma banda portuguesa de algum sucesso nas décadas de 1980 e 1990. O grupo foi formado em 1985 por Natália Casanova (voz), Pedro Solaris (guitarra), João Vitorino (bateria), Diamante (baixo) e João Marques (teclas).
Em Novembro de 1985 lançaram um single com os temas "Chuva" e "Saudade e Raiva" para a editora Metro-som. A capa apresenta um erro gráfico pois os temas aparecem indicados como "Saudade" e "Raiva".
António Freire (guitarra), Óscar Coutinho (baixo) e Pedro Domingos (teclas) entram para o grupo em 1986. No ano de 1989 assinaram contrato com a EMI-Valentim de Carvalho. Em 1990 lançaram o álbum "Ecos de Outono", produzido por Ricardo Camacho e Francis. "Amor Errante" é um dos temas mais marcantes do disco.
Em 1993 dá-se a saída de Pedro Domingos e a entrada do violinista Carlos Aires. Participam com uma versão de "Canção de Embalar" no disco "Filhos da Madrugada. Atuam no concerto "Filhos da Madrugada ao Vivo".
O segundo álbum, "Deserto Azul", foi editado em 1995. O álbum "O Verbo", com produção de Frank Darcel, foi editado em 1996. No disco participou Adolfo Luxúria Canibal que escreveu as letras do disco e participa no tema "E o Verbo criou a Mulher".
Em 1997 é lançado um CD-Single com remisturas de "Eu Ando Às Voltas"
Chegaram a gravar e a fazer a pré-produção do quarto disco, cuja edição esteve prevista para Abril de 1999, mas interromperam as gravações após desentendimentos com a editora Sony. Depois de alguns anos de paragem chegam a anunciar novo regresso mas não se concretizou.
Natália Casanova colaborou entretanto em discos de Francisco Ribeiro  e Citânia e na canção de solidariedade "Grãos de Uma Romã".

## Discografia
- (1990) - Ecos de Outono (LP, EMI)
- (1995) - Deserto Azul (CD, EMI)
- (1996) - O Verbo (CD, Sony)

### Singles
- Saudade/Raiva (Metro-Som, 1985)
- Eu Ando às Voltas (remixes) (Sony, 1997)

### Colaborações
- (1994) - Filhos da Madrugada (CD, BMG) - "Canção de Embalar"